# 5831 Dizzy
5831 Dizzy (1991 JG) là một tiểu hành tinh vành đai chính được phát hiện ngày 4 tháng 5 năm 1991 bởi S. Ueda và H. Kaneda ở Kushiro.